# Bergbauprojekt Donar
Das Bergwerk Donar war ein geplantes Bergwerk der RAG Deutsche Steinkohle AG in Westfalen. Das Bergwerk sollte ohne Subventionen auskommen. Bei einer Verwirklichung des Projekts wäre dies die erste neuaufgenommene Steinkohlenzeche in Deutschland seit mehreren Jahrzehnten gewesen. Der Kohleabbau hätte frühestens im Jahre 2015 begonnen. Im Herbst 2012 wurde das Projekt jedoch endgültig aufgegeben.

## Lage
Das Grubenfeld Donar liegt unter dem Gebiet der Gemeinden Drensteinfurt, Hamm und Ascheberg.

## Geschichte
Das Feld Donar war ursprünglich als Anschlussbergwerk der Zeche Radbod vorgesehen. Um Donar zu erschließen, wurden die Schächte Radbod 6 und 7 abgeteuft und Schacht 6 unter Tage durch einen Querschlag mit dem Grubenfeld Radbod verbunden. Nach der Stilllegung der Zeche Radbod wurde die Planung für ein nunmehr selbständiges Bergwerk Donar fortgesetzt und die Schächte in Donar 1 und 2 umbenannt.

### Planungsvarianten
1. Doppelschachtanlage am Standort Radbod 6/Donar 1, zusätzlicher Förderschacht Donar 2, weiterhin ein Wetterschacht nördlich des Grubenfeldes.
2. Nutzung von Radbod 5 als Förderschacht, Donar 1 dient als einziehender Frischwetterschacht, der Seilfahrt und Materialförderung, weiterhin ein Wetterschacht nördlich des Grubenfeldes.
3. Anschluss der Förderung an den Standort Heinrich Robert in Hamm über einen Förderberg. Donar 1 und Wetterschacht wie Variante 1 und 2.

Im Januar 2006 wurde der Variante 3 der Vorzug gegeben.
Im Jahre 2006 wurde eine Umweltverträglichkeitsstudie in Auftrag gegeben. Ein Scoping-Termin dazu sollte am 23. Oktober 2006 stattfinden.

## Vorräte
Die Vorräte im Feld Donar belaufen sich auf ungefähr 100 Millionen Tonnen Kokskohle. Das Bergwerk Donar sollte ausschließlich Kokskohle fördern. Es wurde eine Jahresförderung von rund 3 Millionen Tonnen Kokskohle, die aus zwei Hochleistungsstreben erbracht wird, angestrebt. Durch das Bergwerk Donar sollten bis zu 3000 neue Arbeitsplätze über die Gesamtlaufzeit der Zeche von rund 30 Jahren geschaffen werden.

## Perspektive
Für das Bergwerk Donar wurde kein Investor gefunden. Abhängig vom Weltmarktpreis für Kokskohle sollte das Projekt Donar verwirklicht werden. Im Herbst 2012 wurde mit der Verfüllung der Schächte das Projekt endgültig aufgegeben. Im Jahre 2016 wurden auf dem Gelände des ehemaligen Schachtes Radbod 7 (Donar 2) Bohrungen nach Erdgas durchgeführt, jedoch ohne Perspektive.
Am 10. April 2024 wurde der Förderturm zu einer Kunstinstallation umgestaltet. Das Gelände, auf dem einst eine neue Zeche entstehen sollte,  ist nun Teil eines umfassenden Kunstprojekts, das sich zwischen der Hammer Zeche Radbod und dem Bergbaugelände Donar erstreckt.
Die Installation besteht aus einer pinken Krone, die 2,5 Tonnen wiegt und den Namen „Schach(t)Matt“ trägt, welcher sich darauf bezieht, dass die nie eröffnete Zeche der letzte Versuch war, die stagnierende Industrie zu retten. Die Künstlerin Kuray Cetinbaya erklärte, dass die Idee für die Krone entstand, als sie das Schachtgerüst sah und es sie an eine Schachfigur erinnerte: ein König ohne Krone. Diese Assoziation inspirierte sie dazu, dem Kunstprojekt die symbolische Krönung zu geben. Die pinke Krone wurde am Förderturm installiert und ist Teil einer Kunstaktion, die von Werner Reumke organisiert wurde. Sie reiht sich in die Tradition der Kunstwerke auf Fördertürmen ein, zu der auch der Herkules auf der Zeche Nordstern in Gelsenkirchen und das Colani-Ei in Lünen gehören. Reumke beschreibt die Krone als den „pinken Höhepunkt des Dreigestirns“.
Die Krone ist jedoch nicht nur ein eigenständiges Kunstwerk, sondern der Auftakt zu einem großangelegten Gesamtkunstwerk, das die ehemalige Industrie- und Bergbaulandschaft in eine Kunstlandschaft verwandeln soll. Zwischen den Standorten Hammer Zeche Radbod und Donar verläuft ein etwa fünf Kilometer langer unterirdischer Verbindungsstollen in einer Tiefe von gut 1000 Metern, der bereits im Rahmen einer Kunstaktion mit einem durchgehenden pinken Streifen markiert wurde. Weitere Kunstwerke sind entlang dieses Stollens geplant, sowohl oberirdisch als auch unterirdisch. Ziel ist es, eine Reihe von 20 bis 30 Kunstobjekten zu schaffen, die die Geschichte des Bergbaus künstlerisch reflektieren.
Die pinke Krone auf dem Förderturm lässt sich auch als Symbol für den Abschied von der traditionellen Bergbauära interpretieren. In den letzten Jahren des Bergbaus in Deutschland wurden zur letzten Schicht einiger Zechen Grubenhelme pink gefärbt, um einen Bruch mit der Tradition zu markieren und eine neue Ära einzuläuten. Die Installation einer pinken Krone anstelle eines Helms ehrt die Leistungen der Bergleute, die das deutsche Wirtschaftswunder mitgetragen haben, und setzt dem letzten Bergbauprojekt im wahrsten Sinne des Wortes die Krone auf.